# Cyrtandra ceratocalyx
Cyrtandra ceratocalyx är en tvåhjärtbladig växtart som beskrevs av Karl Moritz Schumann. Cyrtandra ceratocalyx ingår i släktet Cyrtandra och familjen Gesneriaceae.

## Underarter
Arten delas in i följande underarter:
- C. c. ceratocalyx
- C. c. umbraticola